# Vympel K-13
O Vympel K-13 é um míssil ar-ar desenvolvido pela União Soviética no final dos anos 1950, através de processos de engenharia reversa em um exemplar capturado do míssil estadunidense AIM-9B Sidewinder.

## História

### Projeto e desenvolvimento
Durante a Segunda Crise do Estreito de Taiwan, a Força Aérea da Republica Popular da China recebeu armas da União Soviética, incluindo as então novas aeronaves MiG-17. Essas aeronaves se revelaram superiores aos F-86 Sabre de Taiwan, obrigando os Estados Unidos a modificar alguns dos F-86 taiwaneses para o transporte dos novos mísseis AIM-9B Sidewinder. Durante um combate aéreo, ocorrido em 28 de setembro de 1958, um F-86 de Taiwan lançou um míssil AIM-9B sobre um MiG 17. Por algum defeito, o míssil não explodiu, ficando preso na fuselagem do MiG. Assim, os chineses e os soviéticos conseguiram obter um míssil estadunidense de última geração. 
O escritório Vympel liderou o projeto de engenharia reversa. Chefiado por I.I. Toropov, o escritório conseguiu construir um míssil idêntico em menos de um ano. Posteriormente o coronel sueco Stig Wennerström vazou documentos sobre o Sidewinder para o KGB, permitindo assim a construção de uma nova versão mais confiável. Batizado R-13, o míssil entrou em produção em 1960.